# 菊地研
菊地 研（きくち けん、1984年10月8日 - ）は、日本のバレエダンサーである。2001年に牧阿佐美バレヱ団に入団し、2024年に同バレエ団を退団した。

## 人物・経歴
東京生まれ、10歳よりバレエを始める。石井清子バレエ研究所（東京都）、竹内ひとみバレエスクール（福島県）を経て、2001年牧阿佐美バレヱ団に入団。入団してまもなく、ローラン・プティにより「デューク・エリントン・バレエ」のソリストに抜擢され、16歳の躍動感あふれる踊りが話題を呼び注目を集める。同年、ボリショイ・バレエ学校に短期留学。2003年「くるみ割り人形」王子役で主役デビューを果たす。
2004年プティの指名で、ルシア・ラカッラ、ルイジ・ボニーノらと共に、パリ・リヨン・ボルドー・モスクワで上演された、ローラン・プティのガラ公演に、日本人でただ1人の最年少ダンサーとして参加した。牧阿佐美バレヱ団には2024年3月まで在籍していた。父は絵本・造形作家の菊地清。

## レパートリー

### 牧阿佐美バレヱ団
- F.アシュトン『リーズの結婚～ラ・フィユ・マル・ガルデ～』（コーラス）
- 『白鳥の湖』（ジークフリード王子）
- 『ラ・シルフィード』（ジェイムズ）
- 『くるみ割り人形』（王子）
- 『ドン・キホーテ』（バジル）
- 『眠れる森の美女』（ブルーバード、カヴァリエール（プロローグ）、4人の王子）
- 『ライモンダ』（アブデラフマン、 ベランジェ）
- 『ジゼル』（ヒラリオン）
- 『三銃士』（ポルトス、バッキンガム公爵、ロシュフォール）
- R.プティ『ノートルダム・ド・パリ』（司教フロロ）
- R.プティ『デューク・エリントン・バレエ』（ソリスト）
- R.プティ『ピンク・フロイド・バレエ』（ソリスト）

### 新国立劇場バレエ団
- 牧阿佐美振付『椿姫』（アルマン）ゲスト主演

### その他
- 『ROCK BALLET with QUEEN』

## 受賞歴
- 2002年：第15回こうべ全国洋舞コンクール男性ジュニアの部第1位
- 2006年：第37回舞踊批評家協会新人賞
- 2017年：第37回ニムラ舞踊賞受賞